# کانن ئی‌اواس ۱۰دی
کانن ئی‌اواس ۱۰ دی (به انگلیسی: Canon EOS 10D) یک دوربین عکاسی تک‌لنزی بازتابی ساخت شرکت کانن است.